# Понте Пьетра
Понте Пьетра (итал. Ponte Pietra — «мост-камень») — римский арочный мост через реку Адидже в итальянском городе Верона. Мост был построен около 89 года до н. э. Изначально назывался мост Мармореус, а позднее после перестроек получил своё текущее название. С одной из сторон моста возведена сторожевая башня. Длина моста составляет 120 метров.
В 1945 году при отступлении из города немецкой армии был полностью разрушен, как и остальные мосты города. В 1957 году каменный мост был восстановлен с использованием оригинальных фрагментов, поднятых со дна реки.